# 옝제유프군

시비엥토크시스키에주 지도에 표시된 옝제유프군의 위치

옝제유프군(폴란드어: powiat jędrzejowski)은 폴란드 시비엥토크시스키에주에 위치한 군으로 군청 소재지는 옝제유프이며 면적은 1,257.17km2, 인구는 84,049명(2019년 기준), 인구 밀도는 67명/km2이다.
북동쪽으로는 키엘체군, 남동쪽으로는 핀추프군, 남쪽으로는 마워폴스카주 미에후프군, 서쪽으로는 실롱스크주 자비에르치에군, 북서쪽으로는 브워슈초바군과 접한다. 9개 지방 자치체(3개 도시형 농촌, 6개 농촌)를 관할한다.

군기
군 문장